# Bab al-Nasr

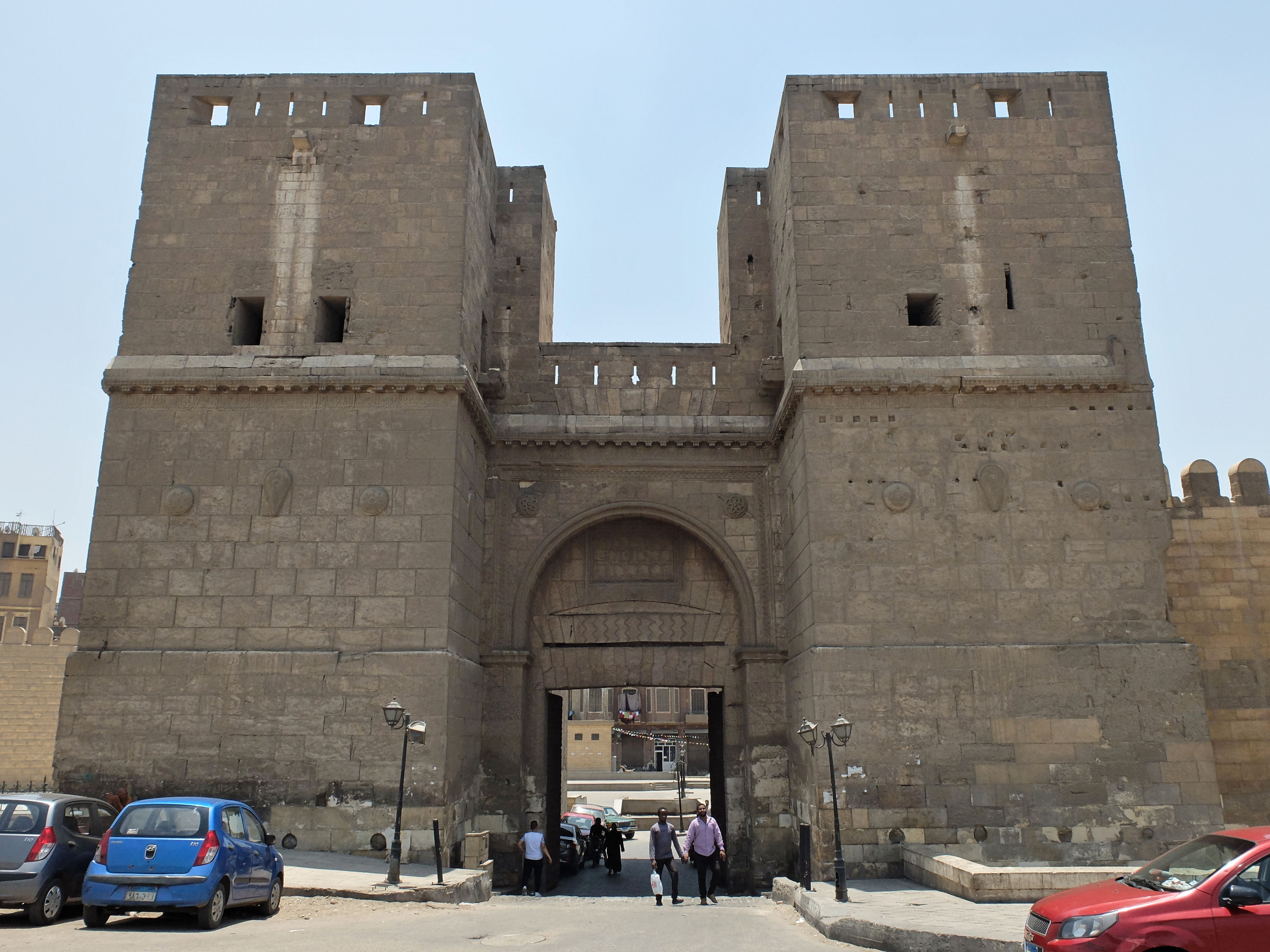
Fachada exterior de la puerta.

Bab al-Nasr (en árabe: باب النصر‎, lit. 'Puerta de la Victoria'), es una de las tres puertas que quedan en la histórica muralla de El Cairo, capital de Egipto. Su construcción data de 1087 y fue ordenada por Badr al-Jamali, visir del califato fatimí. Se encuentra en el extremo norte de Shari'a al-Gamaliya (calle al-Gamaliya) en el ciudad vieja de El Cairo y ligeramente al este de otra puerta contemporánea, Bab al-Futuh.

## Historia
La Bab al-Nasr original fue construida al sur de la actual por el general fatimí Chauhar al-Siqilí durante el reinado del califa fatimí Ma'ad al-Mu'izz li-Dinillah,cuando se trazó la ciudad por primera vez en 969. Más tarde, el visir Badr al-Jamali, bajo el califato de Al-Mustansir, amplió la ciudad y reconstruyó las murallas a finales del XI. Sustituyó la primera puerta por la actual, llamándola la Bab al-'Izz ("Puerta de la Prosperidad"). A pesar de ello, los habitantes han mostrado preferencia por el nombre original, que significa "Puerta de la Victoria", y que se ha mantenido en uso hasta nuestros días. Una inscripción en la puerta data su construcción del año 1087.
Más tarde, Napoleón Bonaparte dio a cada torre de la muralla norte el nombre de los oficiales responsables de su seguridad. Los nombres de estos oficiales franceses están esculpidos cerca del nivel superior de las puertas, como por ejemplo el de Thomas-Prosper Julien, ayudante de campo de Bonaparte en Egipto. La torre este se conoce como Tour Courbin y la oeste como Tour Julien..

Imágenes históricas de la puerta
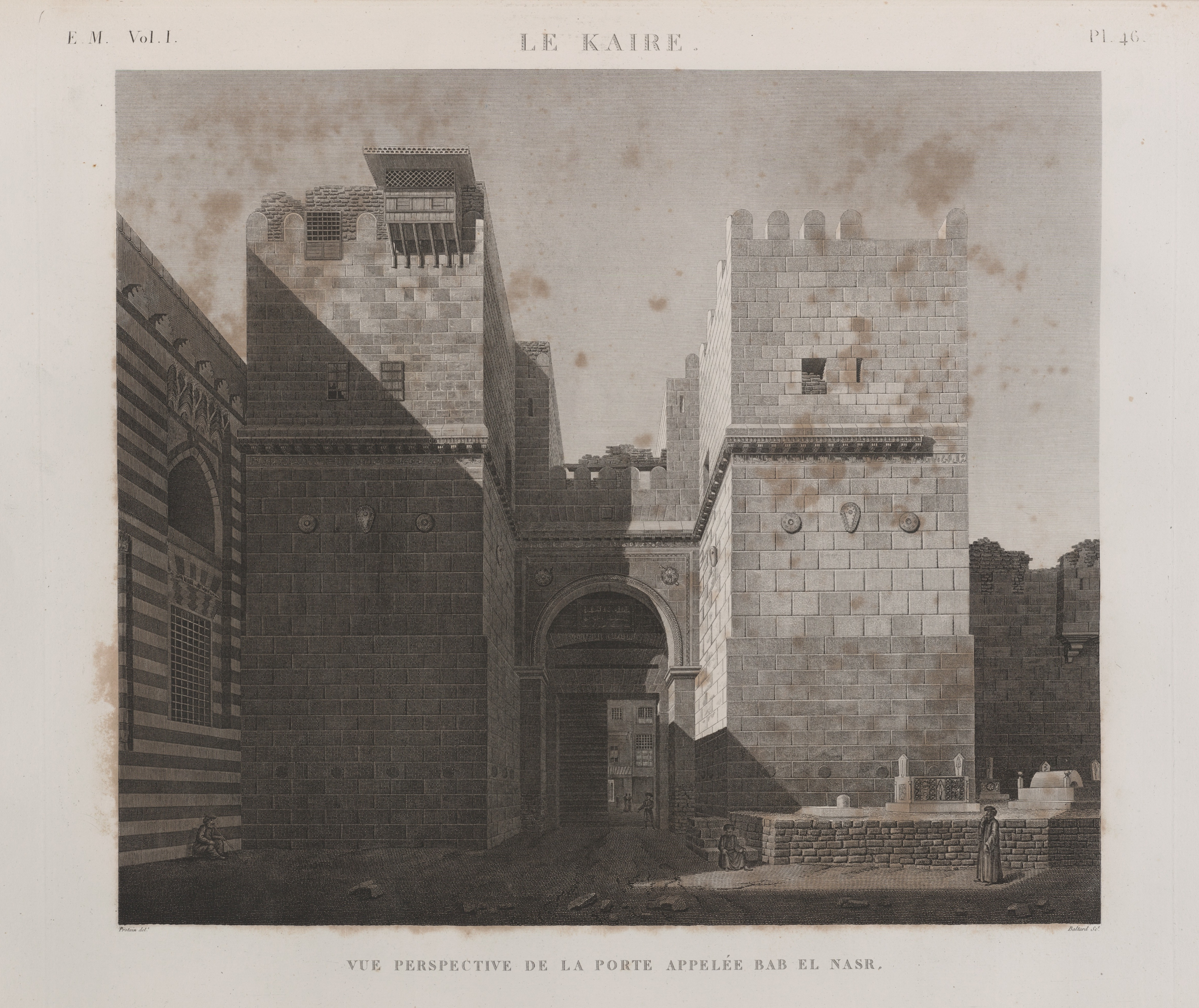
Ilustración de la puerta en la Description de l'Égypte, hacia 1800.
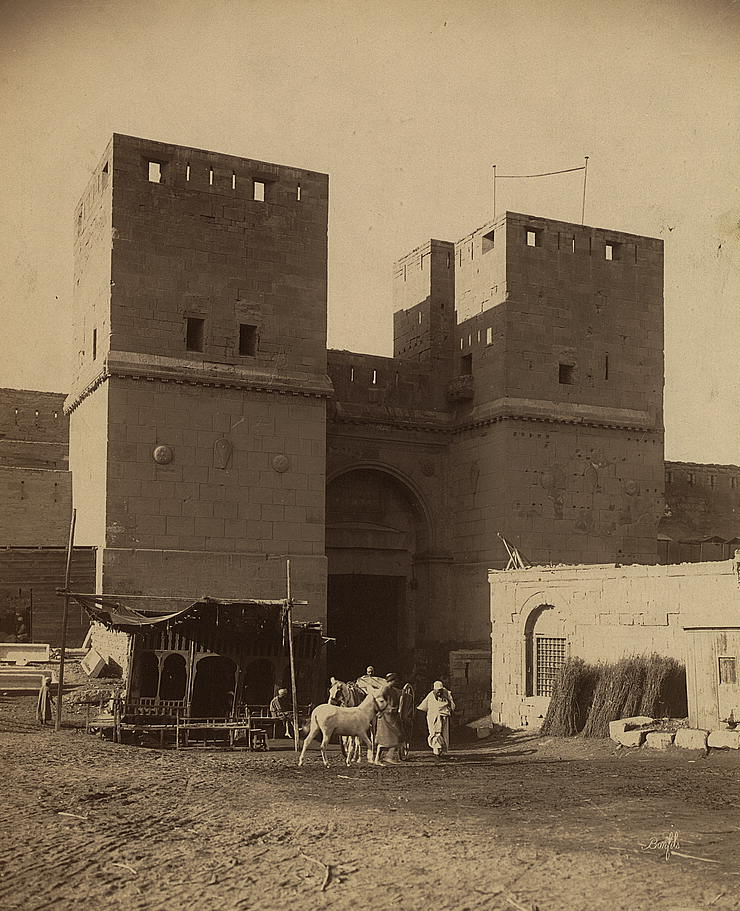
Fotografía de la puerta en 1867.
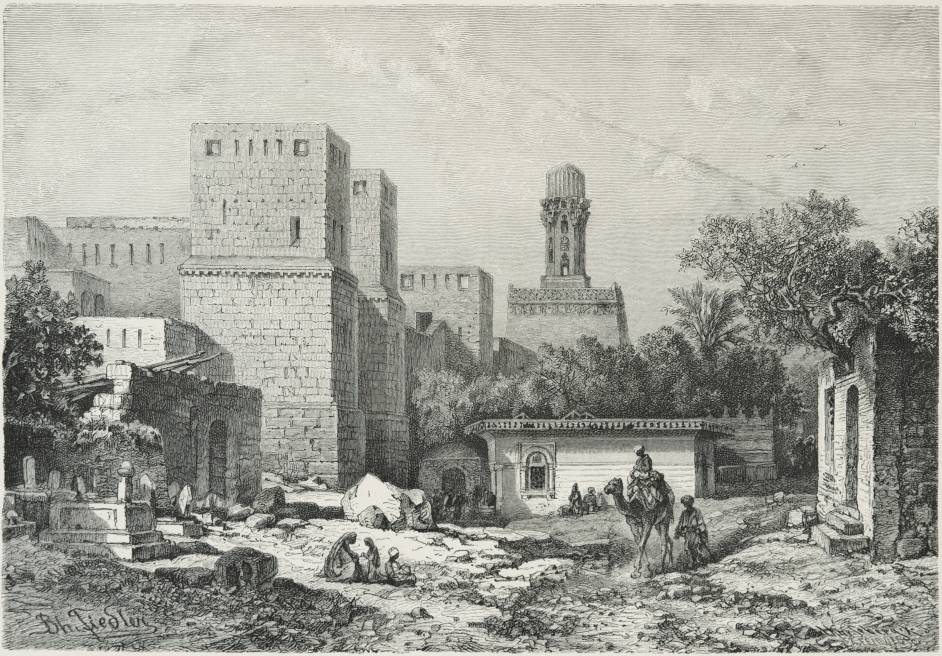
Dibujo de la puerta y sus alrededores en 1878.

## Diseño
Un elemento decorativo significativo son los escudos de los flancos y los frentes de las torres salientes, que simbolizan la victoria en la protección de la ciudad contra los invasores.  Una larga inscripción horizontal en árabe que recorre la fachada de la puerta, por encima de los escudos, nombra a Badr al-Jamali y a su califa, Al-Mustansir, y también indica la fecha de construcción. La mayor parte de la inscripción alaba especialmente a Badr al-Jamali. La inscripción completa, traducida del árabe, dice:

In the name of God ... by the power of Allah, the Powerful and Strong, Islam is protected, fortresses and walls rise up. This Gate of Power (Bab al-'Izz) and the wall, protecting the city of al-Mu'izz, Cairo, the safe-guarded – may God protect it – were raised by the slave of our sovereign and master, the Imam al-Mustansir Billah, Amir al-Mu'minin – may the benedictions of God be upon him, his ancestors the unblemished imams, and his noble descendants. The most noble lord, the commander-in-chief, the sword of Islam, the defender of the imam, the guardian of the judges of the Muslims, and the one who guides the missionaries of the believers, Abu'l-Najm Badr al-Mustansiri, may God support the true religion through him and grant enjoyment to the Amir al-Mu'minin by prolonging his [Badr's] life, and make his power endure and elevate his speech, [for] he it is by whose excellent administration God has strengthened the state and [her] subjects whose uprightness has embraced [both] the elite and the populace [i.e. everybody], seeking the reward of God and His approval and asking for His generosity and beneficence, and the safeguarding of the throne of the caliphate, and praying to God that He may surround him with His favors. This work was begun in Muharram of the year 480 [April–May 1087]. [«En el nombre de Dios... por el poder de Alá, el Poderoso y Fuerte, el Islam está protegido, se levantan fortalezas y murallas. Esta Puerta del Poder (Bab al-'Izz) y la muralla, que protegen la ciudad de al-Mu'izz, El Cairo, la protegida— que Dios la proteja— fueron levantadas por el esclavo de nuestro soberano y señor, el Imán al-Mustansir Billah, Amir al-Mu'minin —que las bendiciones de Dios sean con él, sus antepasados los imanes sin mancha, y sus nobles descendientes. El nobilísimo señor, el comandante en jefe, la espada del Islam, el defensor del imam, el guardián de los jueces de los musulmanes, y el que guía a los misioneros de los creyentes, Abu'l-Najm Badr al-Mustansiri, que Dios sostenga la verdadera religión a través de él y conceda el disfrute al Emir al-Mu'minin prolongando su vida [de Badr], y haga perdurar su poder y eleve su discurso, [pues] él es por cuya excelente administración Dios ha fortalecido al Estado y [a sus] súbditos cuya rectitud ha abarcado [tanto] a la élite como al populacho [es decir. es decir, a todo el mundo], buscando la recompensa de Dios y su aprobación y pidiendo su generosidad y beneficencia, así como la salvaguarda del trono del califato, y rogando a Dios que lo rodee de sus favores. Esta obra se inició en Muharram del año 480 [abril-mayo de 1087].»]

Un panel con una inscripción rectangular sobre el arco de la puerta contiene una versión de la Shahada del chiismo, en la que se afirma la creencia fatimí en Mahoma como profeta y en Ali Ibn Abi Tálib como Imamato en la doctrina chiita.

In the name of God... there is no God but Allah, He has no partners [and] Muhammad the messenger of God, 'Ali the companion of God. May God be pleased with them and with all the imams who are their descendants. [«En el nombre de Dios... no hay más Dios que Alá, Él no tiene compañeros [y] Mahoma el mensajero de Dios, 'Ali el compañero de Dios. Que Dios esté complacido con ellos y con todos los imanes que son sus descendientes.»]

Decoración de la puerta
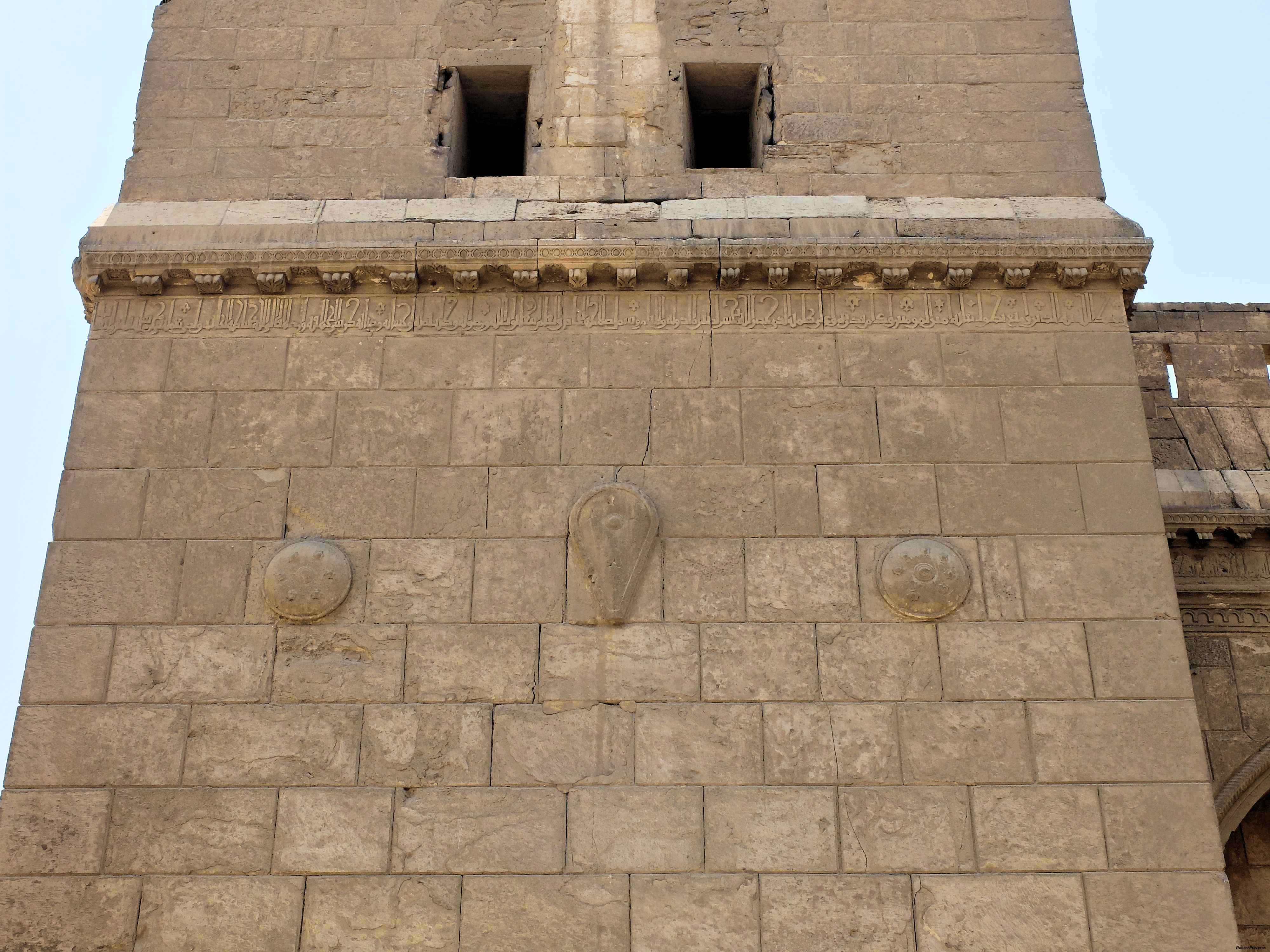
Vista de la torre oriental, con motivos de escudos tallados e inscripción superior.
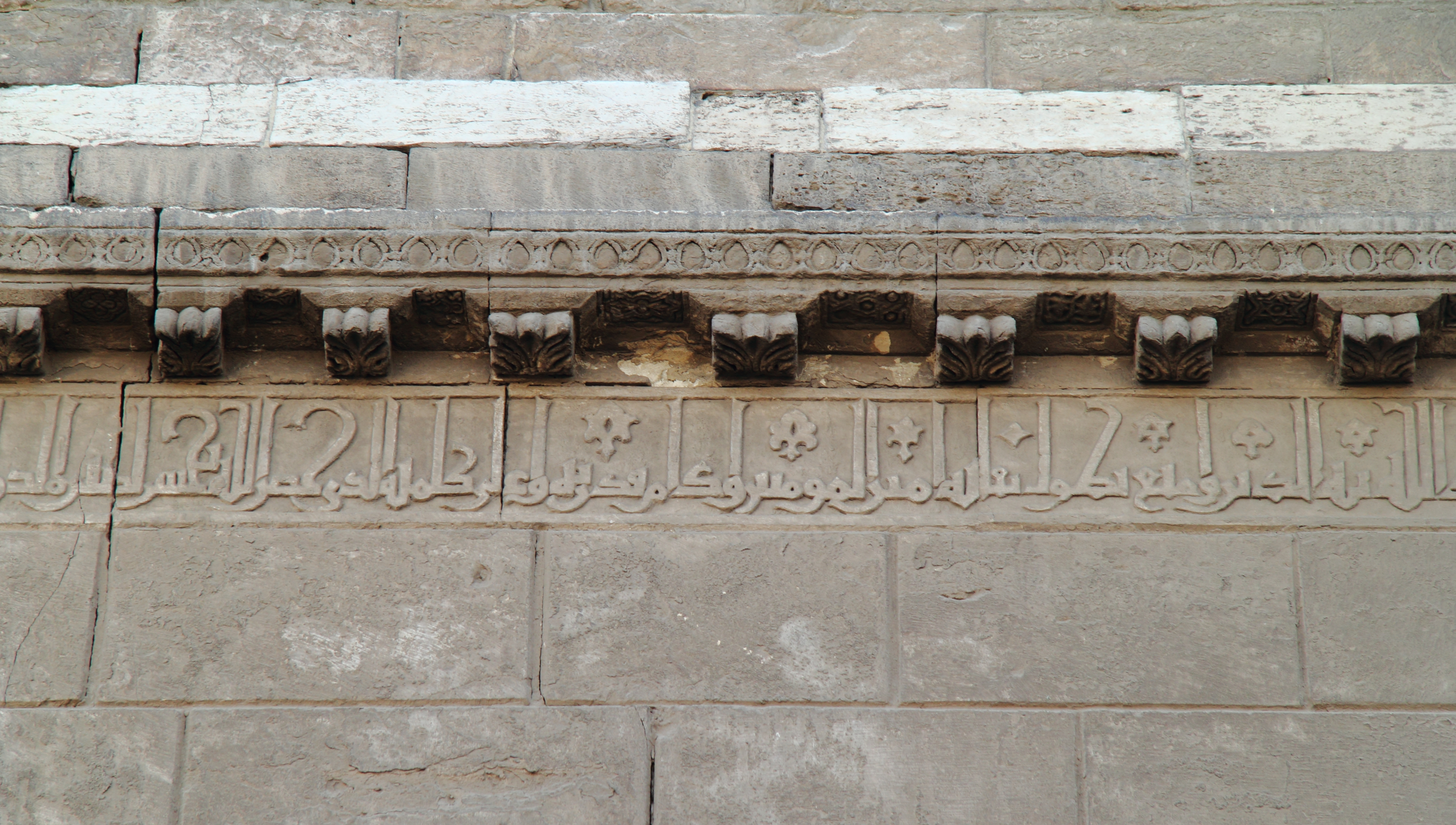
Parte de la larga inscripción que alaba a Badr al-Jamali.
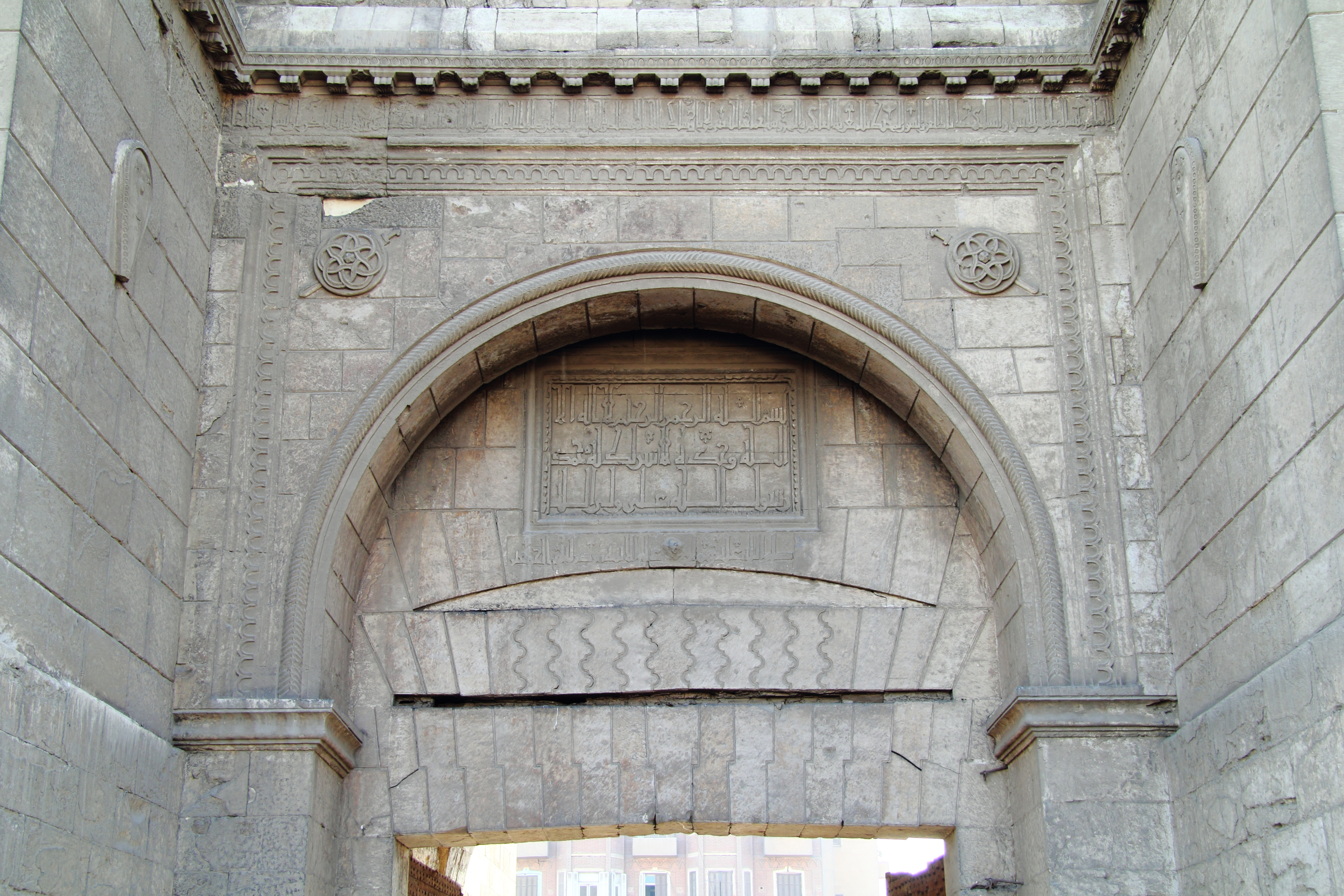
Detalles de la fachada exterior (norte) de la puerta.
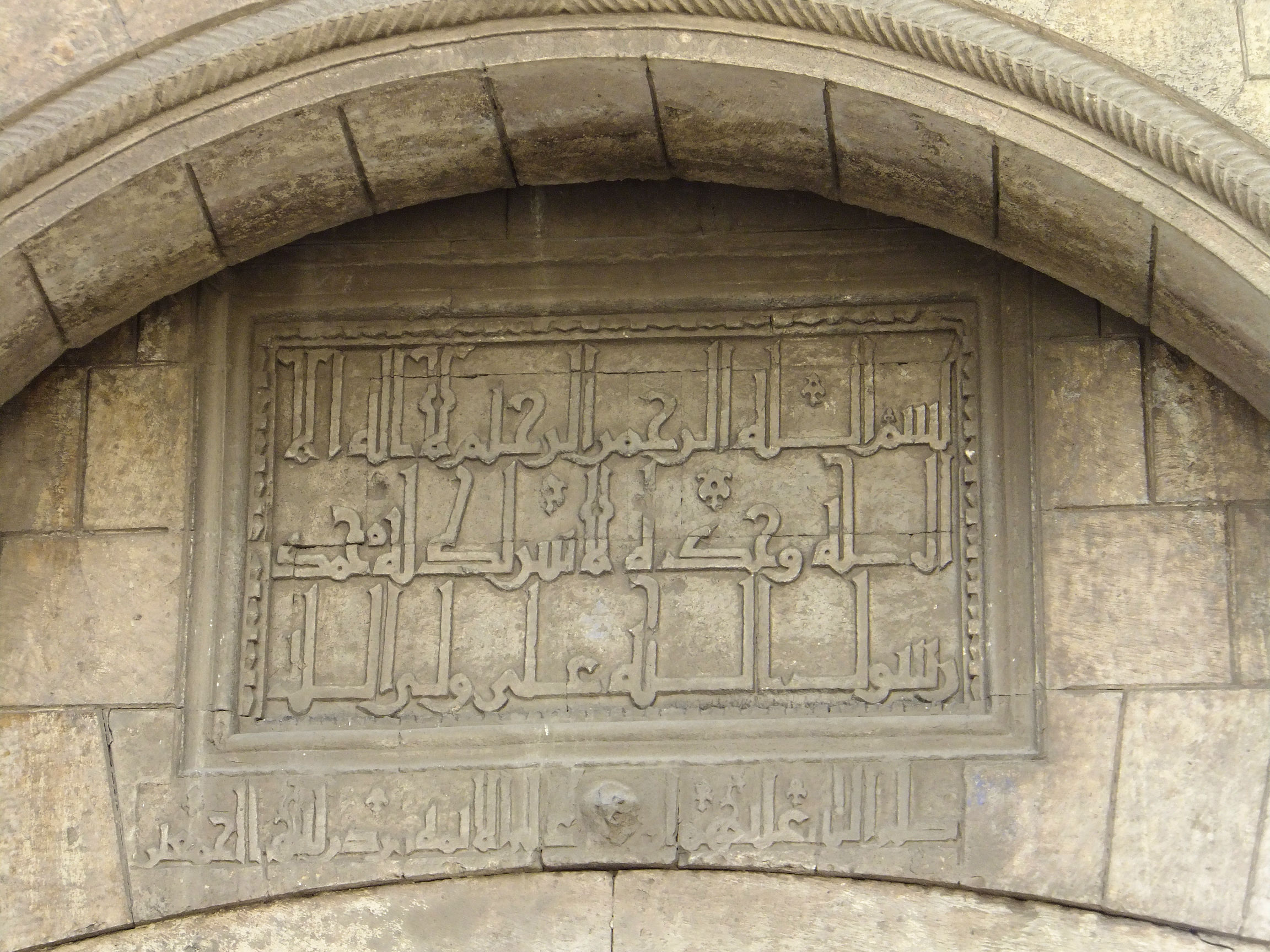
Panel de inscripción que contiene la Shahada.
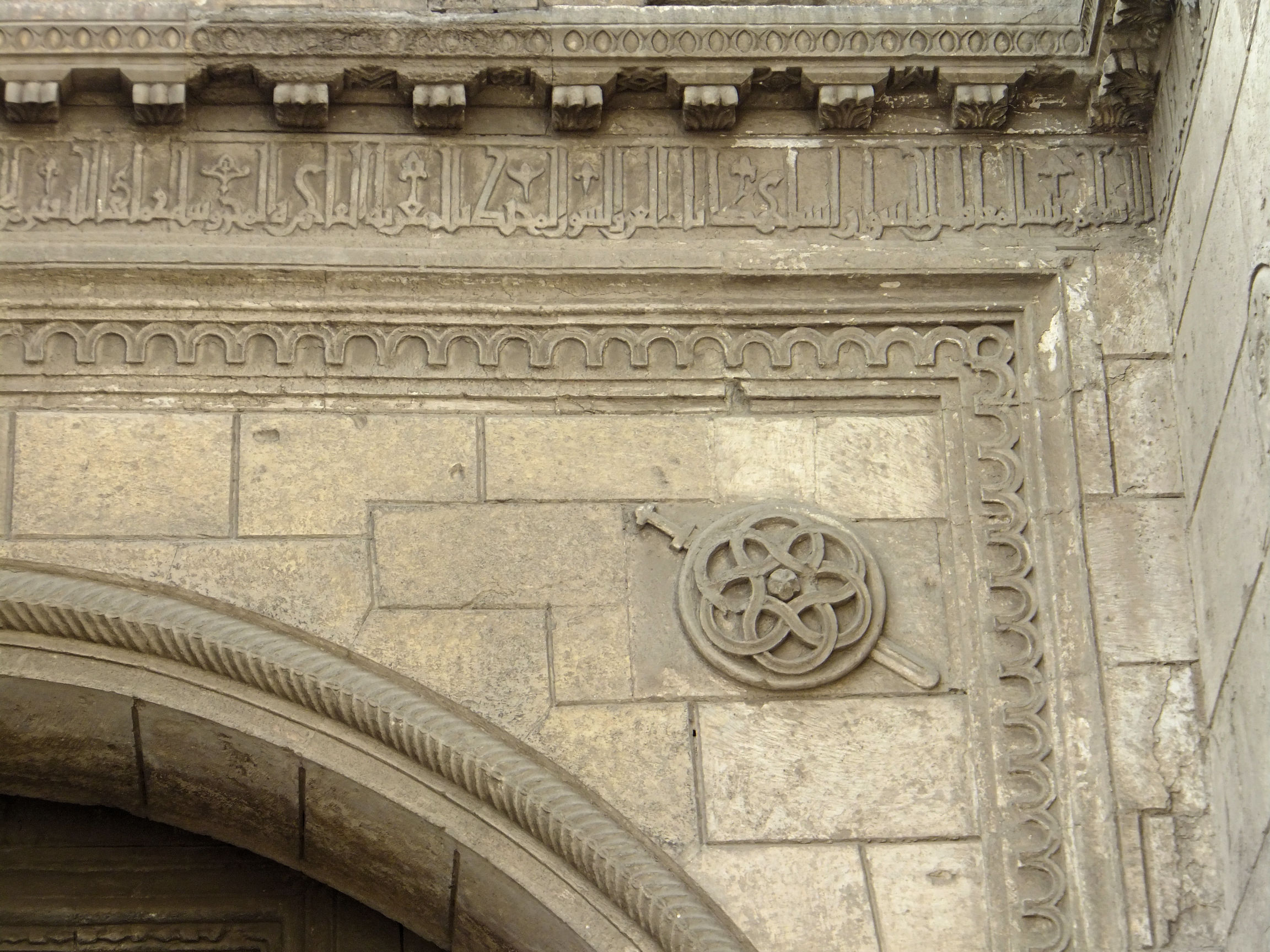
Escudo decorativo y motivo de espada en la enjuta del arco, con inscripción encima.